# 가례초등학교 갑을분교
가례초등학교 갑을분교는 경상남도 의령군 가례면 개승리 179에 있었던 초등학교이다.

## 연혁
- 1936년 4월 28일 가례공립보통학교 갑을간이학교 설립인가
- 1944년 4월 1일 갑을공립국민학교 승격
- 1996년 3월 1일 갑을초등학교로 개칭
- 1999년 3월 1일 가례초등학교 갑을분교장
- 1999년 9월 1일 본교로 통폐합